# 桂米左
桂 米左（かつら よねざ、1965年4月29日 - ）は大阪市出身の落語家。本名∶木村 佳。米朝事務所所属。上方落語協会会員。

## 来歴
都島工業高校卒業後、1984年3月27日に3代目桂米朝に入門。同期入門に、桂米裕と、廃業した桂又三郎がいる。又三郎とは中学校時にクラスメイトで落研所属として鎬をけずり、高校時に毎日放送の『素人名人会』に出演した時にはともに名人賞を獲得した。
同年6月の東山安井金比羅会館「桂米朝落語研究会」にて初舞台。
「錦影絵」を継承。長唄囃子望月流名取で、望月太八一郎に師事し望月太八三の名を持つ。書道6段。

## 人物
酒豪であるため、師匠の米朝が健在の頃は酌の相手として頻繁に呼び出しを受け、米朝とは自称「飲み友達」。一度互いに酔った状態で、けんかをしたことがある。